# Elanco
Elanco Animal Health est une entreprise pharmaceutique américaine spécialisée dans les produits vétérinaires. 

## Histoire
Elanco est issue de la scission de la filiale éponyme d'Eli Lilly.
En août 2019, Elanco annonce l'acquisition des activités vétérinaires de Bayer pour 7,6 milliards de dollars, en cash et en actions, devenant ainsi l'entreprise ayant la deuxième plus grande part de marché du secteur.
En février 2024, Merck & Co. annonce l'acquisition des activités vétérinaires dédiés à la vie marine d'Elanco pour 1,3 milliard de dollars.